# Джийн Диксън
Джийн Диксън (на английски: Jeane Dixon), родена като Летиция Ема Пинкет (5 януари 1904 г. – 25 януари 1997 г.), е един от най-известните самопровъзгласили се метафизици и астролози в Съединените щати през XX век. Тя става известна със своята астрологична колонка във вестника, в който редица широко са разпространени нейни предсказания. Автор е на бестселъри и автобиография.

## Ранен живот
Диксън е родена в семейство на немски имигранти в Медфорд, Уисконсин, от баща на име Герхарт и майка на име Ема, но е израснала в Мисури и Калифорния. Съобщава се, че рожденият ден на Диксън е бил през 1918 г. и самата Диксън е заявила това пред интервюиращ. Въпреки това твърдение тя веднъж променя твърдението си, че е родена през 1910 г. Според National Observer, вестник, който анкетира членове на семейството и проверява официални записи, неин разследващ на репортер разкрива, че тя е родена през 1904 г.
В Южна Калифорния баща ѝ управлява автокъща с Хал Роуч, американски филмов и телевизионен продуцент и режисьор. Диксън твърди, че въпреки че е израснала в Калифорния, един „циганин“ ѝ е дал кристална гадателска топка и е прочел дланта ѝ, предсказвайки, че тя ще стане известна „пророчица“ и ще даде власт на могъщи хора. Тя се жени за Джеймс Диксън през 1939 г., който е разведен. Двамата останават заедно за цял живот, но нямат деца. Диксън работи със съпруга си в бизнеса в продължение на много години и служи като председател на компанията.

## Кариера на метефизик
Съобщава се, че Диксън е предсказала убийството на президента Джон Ф. Кенеди. На 13 май 1956 г. тя пише в поредица от истории в списание Parade, че президентските избори през 1960 г. ще бъдат „доминирани от републиканците, но спечелени от кандидат на демократите“ и че той[ неясно? ] „ще бъде убит или ще умре на поста“. По-късно тя признава: „На изборите през 1960 г. знаех, че Ричард Никсън ще спечели“ и тя ясно прогнозира, че Джон Ф. Кенеди няма да спечели изборите.
Диксън е написала общо седем книги, включително своята автобиография, A Dog's Cookbook и Astrology. Тя привлича общественото внимание чрез биографичния том A Gift of Prophecy: The Phenomenal Jeane Dixon, написан от съколумниста Яс Монтгомъри. От публикуването си през 1965 г. книгата е продала повече от три милиона копия. Тя смята себе си за ревностна католичка и приписва пророческите си способности на Бог. Друга от нейните милиони продадени книги, Моят живот и пророчества, е смятана за „разговор с Рене Нурберген“, но Диксън е съдена от Адел Флетчър, която вярва, че книгата е базирана на нейния издател. Отхвърлените ръкописи са пренаписани и препубликувани. Един от съдебните заседатели установява, че Флетчър има право на 5% хонорар.
Президентът Ричард Никсън изпълнява пророчеството чрез своя секретар Рут Мери Ууд. През 1971 г. той я среща поне веднъж в Овалния кабинет. На следващата година нейните прогнози за терористична атака срещу Съединените щати в резултат на клането в Мюнхен карат президента Ричард Никсън да свика заседание на кабинета за тероризма. Тя е един от няколкото астролози, които съветват Нанси Рейгън.

## Смърт
На 25 януари 1997 г. Диксън внезапно почива от сърдечен арест в болницата Sibley Memorial във Вашингтон, окръг Колумбия, точно след като казва: „Знаех, че това ще се случи“ (че ще умре). Много от нейните предсказания в крайна сметка се приписват на Лео М. Бърнстейн, инвеститор и банкер от Вашингтон, който брои Диксън сред своите клиенти. През 2002 г. той създава музей и библиотеката на Джийн Диксън в Страсбърг, Вирджиния, за да изложи своите вещи. Бърнстейн почива през 2008 г. През юли 2009 г. всички вещи, общо 500 кутии, са насрочени за търг.